# Klaus Stapenhorst
Klaus Stapenhorst (* 25. Oktober 1912 in Kiel; † unbekannt) war ein deutscher Filmeditor und Produzent bei Film und Fernsehen.

## Leben und Wirken
Stapenhorst kam über seinen Vater Günther Stapenhorst zum Filmschnitt. Bereits als 21-Jährigen ließ man ihn einen Film schneiden, die französischsprachige Version des deutschen Films Königswalzer. Bis er im Zweiten Weltkrieg eingezogen wurde, schnitt Stapenhorst bis 1941 eine Reihe von Unterhaltungsfilme, darunter den letzten deutschen Lilian-Harvey-Film Frau am Steuer.
Als sein Vater nach dem Krieg nach Deutschland heimkehrte und in München 1949 die Carlton-Film G.m.b.H. gründete, arbeitete Klaus Stapenhorst als dessen Produktionsleiter. Mit dem Rückzug Günther Stapenhorsts aus dem Filmgeschäft 1962 übernahm Sohn Klaus zunächst die Firmenleitung; bald musste die Gesellschaft aber ihre Produktionstätigkeit einstellen. Stapenhorst junior gelang der Wechsel zum Fernsehen, und er trat 1967 in die Dienste des ZDF. Bis zu seiner Pensionierung 1979 übernahm Klaus Stapenhorst die Produktionsleitung der beliebten Freitagabend-Krimiserien Das Kriminalmuseum, Der Kommissar, Derrick und Der Alte. Stapenhorst produzierte auch die beiden ersten sogenannten Reinecker-Superkrimis Der Tod läuft hinterher (1967) und Babeck (1968).

## Privates
Stapenhorsts jüngerer Bruder Fritz Stapenhorst (* 16. Januar 1914 in Kiel; † unbekannt) arbeitete bis 1956 ebenfalls als Filmeditor. Klaus war zeitweilig mit der Schauspielerin Ingmar Zeisberg verheiratet. Seine Schwägerin ist die Schauspielerin Isolde Miler.

## Filmografie

### Als Editor
- 1935: Valse Royale
- 1936: Ihr erster Fall (Un mauvais garçon)
- 1937: Gewitterflug zu Claudia
- 1939: Frau am Steuer
- 1940: Krambambuli
- 1941: Oh, diese Männer
- 1950: So sind die Frauen

### Als Produktionsleiter, Herstellungsleiter oder Produzent
- 1952: Im weißen Rößl
- 1953: Einmal keine Sorgen haben
- 1954: Meines Vaters Pferde I. Teil Lena und Nicoline
- 1954: Meines Vaters Pferde II. Teil Seine dritte Frau
- 1954: Der Engel mit dem Flammenschwert
- 1954: Das fliegende Klassenzimmer
- 1954: Die verschwundene Miniatur
- 1955: Solang’ es hübsche Mädchen gibt
- 1955: Königswalzer
- 1956: Rosen für Bettina
- 1956: Der Bettelstudent
- 1958: Ich war ihm hörig
- 1958: Der Sündenbock von Spatzenhausen
- 1958: Gräfin Mariza
- 1962: Die Försterchristel
- 1964: Maibritt, das Mädchen von den Inseln
- 1964: Tonio Kröger
- 1964: Die drei Scheinheiligen
- 1965: Ich suche einen Mann
- 1967: Das Kriminalmuseum (TV-Krimireihe)
- 1967: Der Tod läuft hinterher (TV-Krimidreiteiler)
- 1968: Babeck (TV-Krimidreiteiler)
- 1969: Hotel Royal (TV-Krimi)
- 1968–74: Der Kommissar (TV-Krimiserie)
- 1974–78: Derrick (TV-Krimiserie)
- 1977–79: Der Alte (TV-Krimiserie)